# Enquindu
Enquindu (em acádio: Enkimdu) era um deus da agricultura, capaz de encarregar os canais e diques. Ele era filho de Enqui, o deus das águas. Seu culto estava ligado ao território da Mesopotâmia.

## O poemaDumuzide e Enquindu
No poema sumério Dumuzide e Enquindu, Inana estava prestes a procurar um novo marido. O indicado foi Dumuzide, mas ela recusou dizendo que ele era apenas um pastor. Mas Utu, seu irmão, insistiu dizendo que o que Dumuzide fazia era "boa manteiga e leite bom" e para casar com ele. Mesmo insistindo, a deusa Inana recusava.

Desde então, Inana conheceu melhor Enquindu e o escolheu para ser seu marido. Enquanto isso, Dumuzide disse-lhe que ele se compara ao Enquindu e, depois disto, a zombou pela insipidez pela escolha, fazendo com que Inana descartasse a primeira escolha e se casasse com ele. Enquindu, o avistando de longe, lutou com ele agressivamente pela deusa, mas depois suplicou a si mesmo e concedeu acesso ao pasto para os rebanhos de Dumuzide.